# Mama Ocllo

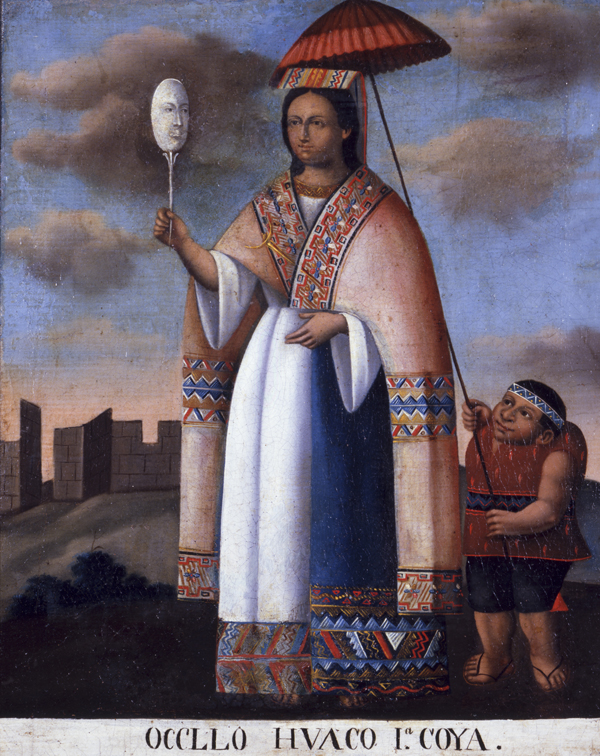

Mama Ocllo var enligt Inkafolkets mytologi Inkarikets första drottning. Hon var dotter till solguden Inti och mångudinnan Mama Killa, och syster och maka till den första inkan, Manco Capac. Mama Ocllo upptäckte Cusco tillsammans med sin brormake och grundade med honom Inkariket. Hon lärde kvinnorna att väva, och tillbads även som moder- och fruktbarhetsgudinna.